# Görges-Diagramm
Das Görges-Diagramm, auch Durchflutungspolygon oder Görges-Polygon genannt, wird im Elektromaschinenbau verwendet, um den Oberwellengehalt der Felderregungskurve zu veranschaulichen.

## Geschichte
A. Görges wies 1907 nach, dass sich die Durchflutungsverteilung einer mehrsträngigen Maschine direkt aus dem Zeigerdiagramm der Nutdurchflutungen ableiten lässt.

## Eigenschaften und Aussagen
Vilém Klíma zeigte, dass bei einem zum Schwerpunkt zentrisch symmetrischen Görgesdiagramm nur ungeradzahlige Vielfache der Polpaarzahl p auftreten. Dies entspricht der Fourierzerlegung einer Rechteckfunktion.
Eine ideale, oberwellenfreie Felderregungskurve ist kreisförmig. Dies lässt sich in einer realen Elektromaschine nicht realisieren, unter anderem weil die Wicklungen in diskrete Nuten gelegt werden und der Strombelag somit nicht gleichmäßig über den Umfang verteilt ist. Die Näherung an einen Kreis ist ein gleichmäßiges n-eck, wobei sich die Form mit größer werdendem n dem idealen Kreis annähert.
Bei einem Käfigläufer bildet das Görgesdiagramm ein solches regelmäßiges N-Eck, er hat daher ein besonders günstiges Verhalten bezüglich Oberwellen. Die doppeltverkettete Streuung (Oberwellenstreuung) ist hier besonders gering.
Durch Sehnung und Verschachtelung der Wicklung lässt sich die Güte eines Görges-Polygons verbessern. Dies wird mit zunehmender Nutzahl einfacher.
Im Görges-Diagramm einer Maschine mit Zahnspulenwicklung ist die Ähnlichkeit zur Kreisform nicht mehr zu erkennen, der Oberwellengehalt ist hier besonders hoch. 